# Lester Germer
Lester Halbert Germer (Chicago, 10 de outubro de 1896 — Gardiner, 3 de outubro de 1971) foi um físico estadunidense.
Juntamente com seu colega Clinton Davisson provou experimentalmente pela primeira vez, em 1927, as propriedades ondulatórias do elétron.